# این آخرش است (ترانه)
این است (به انگلیسی: This Is It) نام اولین آهنگ آلبوم این است، اثر مایکل جکسون، خواننده و موسیقیدان آمریکایی می باشد. این آهنگ در سال ۱۹۸۳ ضبط شده و در ۱۲ اکتبر ۲۰۰۹ منتشر شد.

## موزیک ویدئو
موزیک ویدئوی این اثر در ۳ نسخه منتشر شد.
- توسط اسپایک لی، نامزد جایزهٔ اسکار، کارگردانی شد و در تاریخ ۲۷ دسامبر ۲۰۰۹ منتشر شد.
- در نسخهٔ دیگر، از فیلم این است مایکل جکسون استفاده شده‌است.
- در نسخهٔ سوم، تصاویری از خود مایکل و هوادارانش در سراسر جهان مشاهده می‌شود.